# Shadow DN6

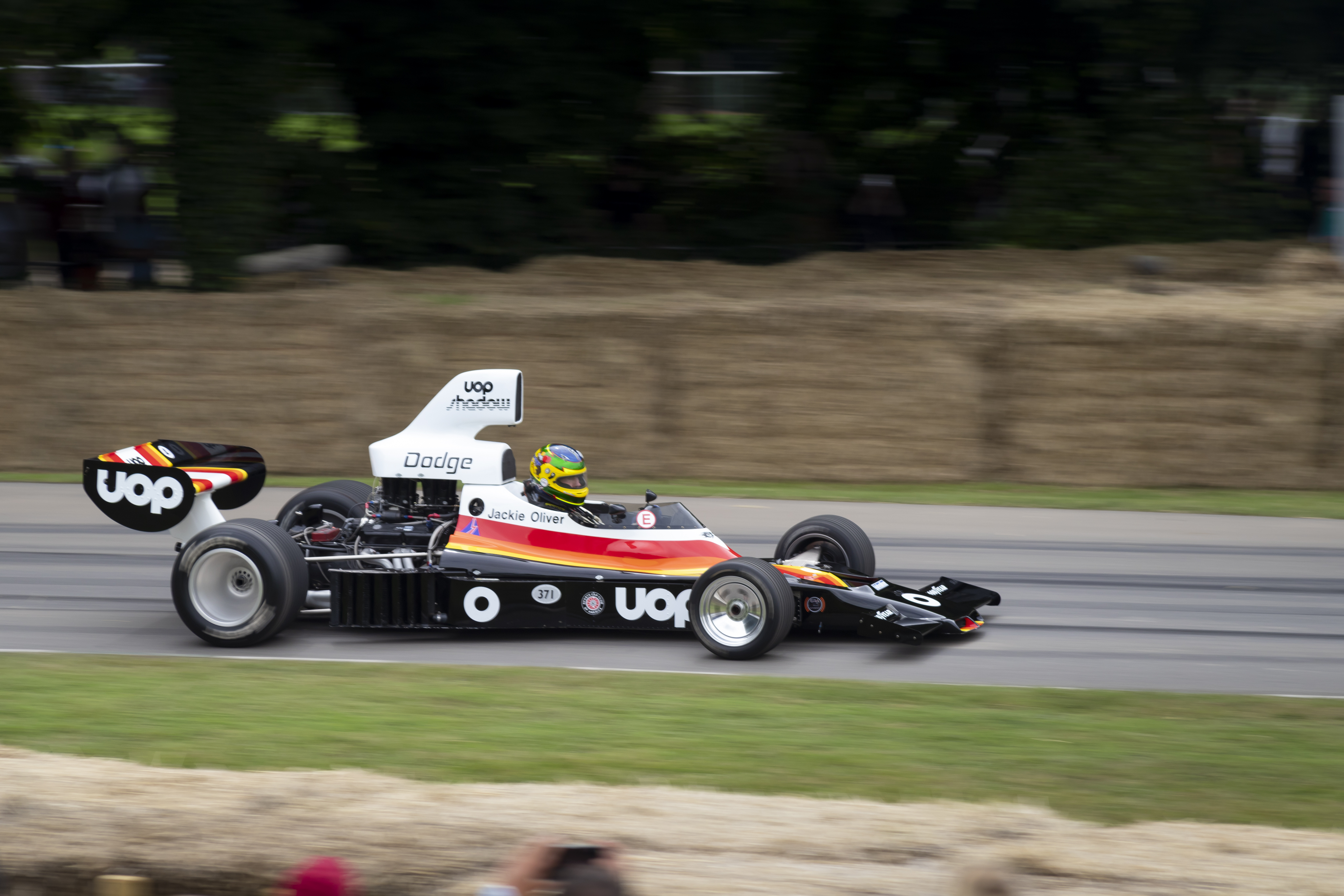
Historischer DN6 in Goowood, 2024

Der Shadow DN6 ist ein Formel-5000-Rennwagen, den Tony Southgate 1975 für Shadow Racing Cars entwickelte und mit dem das Team 1975 in der SCCA Continental Championship – der nordamerikanischen Formel-5000-Meisterschaft – debütierte.

## Geschichte

### Hintergrund
Don Nichols hatte von seinem Unternehmen Advanced Vehicle Systems seit 1970 bereits mehrere als Shadow bezeichnete Sportwagen-Prototypen bauen lassen und im Canadian-American Challenge Cup (Can-Am) eingesetzt, den das Team mit Jackie Oliver als Fahrer 1974 gewinnen konnte. Bedingt durch den Zusammenbruch der Rennserie Ende der Saison suchte er nach neuen Möglichkeiten, sich neben der europäisch geprägten Formel 1 auch in Nordamerika weiter motorsportlich zu betätigen. Seine Wahl fiel auf die SCCA Continental Championship, die der Sports Car Club of America für Monoposto nach den Regularien der Formel 5000 ausgeschrieben hatte. Dadurch konnte Shadow auf das Know-how der technisch sehr ähnlichen Formel-1-Fahrzeuge zurückgreifen. Chefdesigner Tony Southgate arbeitete den Shadow DN5 entsprechend um und das Team debütierte mit dem nun als DN6 bezeichneten Fahrzeug mit dem erfahrenen Jackie Oliver als Fahrer in der Saison 1975.

### Shadow DN6 (1975–1977)
Den ersten Renneinsatz hatte der DN6 bei der Saisoneröffnung auf dem Pocono Raceway im Juni 1975. Oliver belegte den dritten Platz hinter Brian Redman und Mario Andretti. Die Saison entwickelte sich zu einem Dreikampf zwischen den Lola-T332-Fahrern Redman, Andretti und Al Unser, in den Oliver nicht wirklich eingreifen konnte. Er punktete aber regelmäßig und zeigte das Potential des DN6 an vielen Stellen auf, insbesondere, nachdem der Chevrolet-Motor Ende der Saison durch eine Neuentwicklung von Dodge abgelöst wurde. Das beste Saisonergebnis war ein zweiter Platz beim Rennen auf dem Rennkurs Road America im Juli. Er beendete das Jahr auf dem vierten Rang der Gesamtwertung. Im September 1975 startete zudem der Shadow-Formel-1-Fahrer Tom Pryce mit einem DN6 einmalig beim Lauf auf dem Long Beach Grand Prix Circuit, konnte aber trotz des Starts vom sechsten Rang keine Erfolge erzielen. Für die Saison 1976 blieb Oliver bei Shadow und konnte das Potential des neuen Dodge-Motors nun vollständig ausschöpfen. Bei den Rennen in Mosport und Watkins Glen lag Oliver lange in Führung, er wurde aber durch eine Überrundung zurückgeworfen bzw. musste mit einem Defekt an der Ölwanne aufgeben. In Road America gewann er schließlich das erste und einzige Rennen für Shadow und den DN6 in einer Formel-5000-Meisterschaft. Drei zusätzliche zweite Plätze sorgten dafür, dass er lange um die Meisterschaft mitkämpfen konnte und er sich letztendlich mit nur 24 Punkten – dem Sieger eines Rennens wurden 36 Punkte gutgeschrieben – Brian Redman geschlagen geben musste, der erneut die Meisterschaft gewann. Al Unser wurde Zweitplatzierter.
Mit dem Ende der Saison 1976 endete die SCCA Continental Championship; die Teams wurden angehalten, mit nach den neuen Regularien umgebauten Fahrzeugen an einer Neugründung der Can-Am-Serie teilzunehmen. Shadow startete dort einige Male mit Alan Jones und Jean-Pierre Jarier als Fahrer, erreichte aber keine Erfolge mehr und gab ihr Formel-5000-Projekt ab Mitte 1977 letztendlich vollständig zugunsten der Formel 1 auf.

## Technik
Der Shadow DN6 basierte auf dem Grundkonzept des Shadow DN5, von dem große Fahrzeugteile praktisch unverändert übernommen wurden. Für das Fahrzeugheck war aber das Anbringen eines zusätzlichen Tragerahmens erforderlich, da die größeren und schwereren 5.0-Liter-Motoren der Formel 5000 nicht wie die 2.0-Liter-Maschinen der Formel 1 als tragendes Rahmenbauteil verwendet werden konnten. Die Karosserie wurde aus Aluminiumblech um einen Gitterrahmen aufgebaut. Die genaue Zahl der aufgebauten Chassis ist unbekannt, allgemein wird aber von zwei produzierten Exemplaren ausgegangen. Ein Fahrzeug befindet sich heute in Sammlerhand und wird bei Rennen mit historischen Fahrzeugen eingesetzt.
Für die Motorisierung kam zunächst ein Chevrolet Small Block 5.0-Liter-Motor zum Einsatz, die zu diesem Zeitpunkt den nordamerikanischen Spitzenmotorsport dominierten. Ende der Saison 1975 stand ein neuentwickelter Motor von Dodge zur Verfügung, für den das Team den DN6 ursprünglich auch vorgesehen hatte. Durch den schwereren, aber deutlich stärkeren Motor verbesserte sich die Konkurrenzfähigkeit des Wagens deutlich. Die Getriebe wurden von Hewland bezogen.

## Lackierung und Sponsoring
Zwischen 1975 und 1976 trat nur das Werksteam Shadow Racing Cars mit dem DN6-Chassis an. Sponsor war auch hier der langjährige Partner Universal Oil Products.
Im Gegensatz zum Schwesterfahrzeug DN5 in der Formel 1 erschien der DN6 in mehreren verschiedenen Lackierungen, die sich teilweise von Rennen zu Rennen unterschieden. Die vorherrschenden Farben waren Schwarz, Weiß, Orange und Rot. So wurde der Wagen teilweise ganz in schwarz mit großen orange-roten Kontrasten auf der Fahrzeugoberseite lackiert. Auch wurde eine schwarz-weiße Lackierung verwendet, bei denen die rot-orangen Akzente die Grenze zwischen den beiden Grundfarben markierten. Weiter erschien der DN6 auch in einer fast weißen Lackierung, bei der nur die Fahrzeugnase und der Heckflügel in Schwarz bzw. Orange-Rot lackiert wurden.

## Technische Daten
| Kenngrößen                | Shadow DN6, 1976                                                                                    |
| ------------------------- | --------------------------------------------------------------------------------------------------- |
| Motor                     | Dodge-V8-Motor, Mittelmotor (längs hinter dem Fahrer)                                               |
| Hubraum (Bohrung × Hub)   | 5,000 cm³ (102,6 × 75,2 mm)                                                                         |
| Leistung                  | 530 PS (ca. 395 kW) bei 8.200/min                                                                   |
| Ventilsteuerung           | 2 obenliegende Nockenwellen je Zylinderbank (DOHC)                                                  |
| Kraftübertragung          | 5-Gang-Getriebe, Hewland TL 200, Hinterradantrieb                                                   |
| Karosserie                | Aluminiummonocoque                                                                                  |
| Radaufhängung vorn        | doppelte Querlenker mit Stabilisator, Schraubenfedern und Stoßdämpfer                               |
| Radaufhängung hinten      | doppelte Querlenker mit Stabilisator, Schraubenfedern, Stoßdämpfern und je einem oberen Längslenker |
| Lenkung                   | Zahnstangenlenkung, zweiteilige Lenksäule                                                           |
| Bremse                    | Scheibenbremse                                                                                      |
| Leergewicht (ohne Fahrer) | ca. 658 kg                                                                                          |